# Trắc lượng học thiên thể

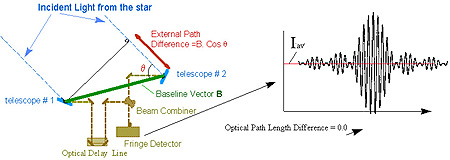
Minh họa phương pháp giao thoa trong phạm vi bước sóng quang học để xác định chính xác vị trí các ngôi sao. Ảnh của NASA/JPL-Caltech

Trắc lượng học thiên thể (hay tinh trắc học) là nhánh của thiên văn học về sự đo lường chính xác vị trí và chuyển động của các sao và thiên thể. Thông tin nhận được từ các phép đo tinh trắc học cung cấp dữ liệu về chuyển động học và nguồn gốc vật lý của Hệ Mặt Trời và của thiên hà chúng ta thuộc về, Ngân Hà.
Ý tưởng cơ bản của trắc lượng học thiên thể đó là xác định tọa độ chưa biết của các thiên thể bằng cách so sánh vị trí của chúng trên ảnh chụp với vị trí của một số các thiên thể khác cũng trên bức ảnh đó mà tọa độ của chúng là đã biết. Với giả sử tập hợp một số thiên thể mà đã biết tọa độ, về nguyên lý có thể đặt bất kỳ một thiên thể chưa biết vào cùng hệ tọa độ cả các thiên thể đã biết. Các nhà thiên văn học đã lập ra một vài catalô các sao để thuận tiện cho ngành trắc lượng học. Thực tế, các catalogs này đã được lập ra để dành cho mục đích này. Thêm vào đó, ngày nay nhiều phần mềm thiên văn có lưu trữ các dữ liệu từ các catalog này để làm tham chiếu xác định vị trí các thiên thể từ ảnh chụp CCD.